# Engerdal
Engerdal er en kommune i Innlandet fylke i Norge.
Den grænser til Trysil i syd, i vest til Rendalen og i nord til Tolga, Os og Røros. I øst har kommunen lang grænse til Sverige. Engerdal er Syd-Norges tredje største kommune i udstrækning – efter Rendalen og Vinje.
Den største del af søen Femunden og omkring halvdelen af Femundsmarka nationalpark ligger i Engerdal. Gutulia nationalpark ligger i sin helhed i Engerdal.
Befolkningen bor spredt, den største by er Drevsjø.
Erhvervslivet er præget af primærnæringer: jordbrug, skovbrug og ferskvandsfiskeri.